# 松戸競輪場
松戸競輪場（まつどけいりんじょう）は、千葉県松戸市にある競輪場。主催は松戸市。競技実施はJKA東日本地区本部南関東支部。施設所有および業務包括委託は松戸公産株式会社。実況は東京電設工業で担当は藤崎俊明、佐藤聖、美甘伊織。以前は、相良徹および鈴木丈之も担当していた。

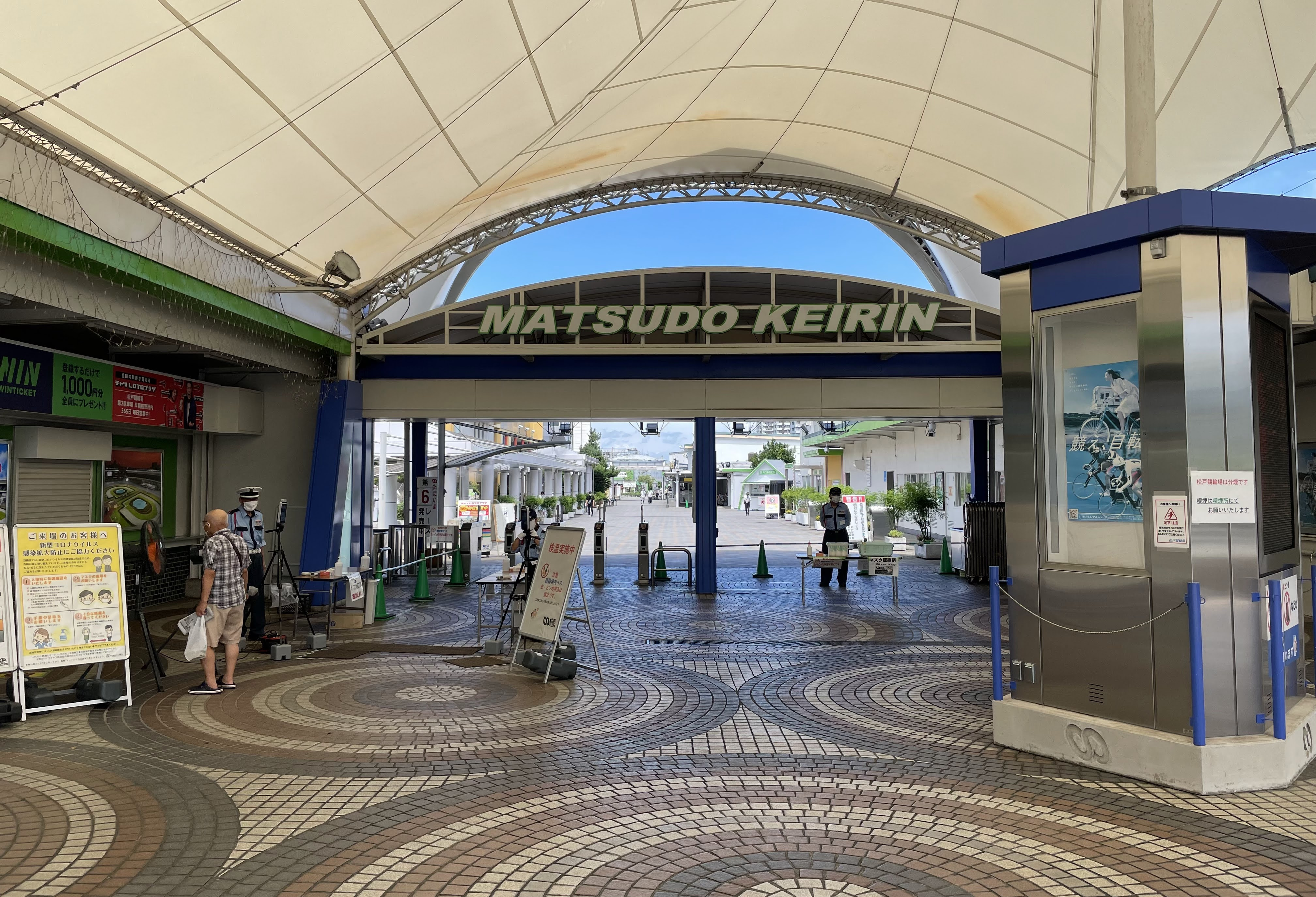
入場ゲート（2022年7月）

## 概要
1950年4月19日に開設された。
記念競輪 (GIII) は毎年8月中旬に『燦燦ダイヤモンド 滝澤正光杯』（2020年までは燦燦ダイヤモンドカップ争奪戦）の名称で開催されるのが通例となっている。なお2010年度は時期移動で2011年1月、2011年度は7月に開催され、2014年と2022年は12月、2017年は9月末から10月に開催された。また2018年から2020年までは千葉競輪場の改修に伴い、松戸競輪場で千葉競輪の記念競輪が開催された。また現役時代は日本選手権競輪完全優勝をはじめフラワーラインの一角であった吉井秀仁を称え『吉井秀仁杯フラワーラインカップ』が開催されている。
特別競輪は直近の2019年5月を含めて過去5回日本選手権競輪が、2007年7月と2014年8月、2018年7月、2024年7月にサマーナイトフェスティバルが、2011年5月には最後のSSシリーズ風光るが、2015年9月と2016年8月にはオールスター競輪が、2023年10月には新設された第1回のオールガールズクラシック（ガールズケイリン）がナイター開催として開催された。今後は、2026年4月24日から26日まで3年ぶりにオールガールズクラシックの開催がナイター開催として決まった。
2002年7月30日からはナイター競走『ファンタジーナイトレース』を実施している。なお、2004年7月からA級ツイントーナメントで前半は｢マーサステージ｣、後半は｢タミンゴステージ」（ナイター競走時には前半が「トワイライトステージ」後半が「イブニングステージ」）の名称で行われていたが、2005年6月10日をもって終了した。
地理的に東京都心から約30分程度に位置し、乗換無しでアクセス出来る利便性の良さや、施設およびバンク等の設備は数ある競輪場の中でもトップクラスと評価が高い事から、川崎競輪場に次ぐ集客能力を誇る。
2010年にはゆめ半島千葉国体の会場として使用された。
マスコットキャラクターは七福神の弁財天をモチーフとした『マッピー』（頭部は松戸原産の二十世紀梨、地球から333光年先にある「パインズ・ドア星雲」のスパハピ星を統一する王家の長女）。
まだガールズケイリンが開始される前の2007年頃から、「LOVE9」というユニットによる模擬レースを、メンバー変更しつつ実施していた。
2010年の第63回日本選手権競輪開催を機に、場内スタッフのユニフォームが一新された（デザインはCFD：東京ファッションデザイナー協議会が協力）。
2009年4月13日の開催からは重勝式投票「チャリロト」の発売を行っており、2011年12月からは現地での会員登録により現金扱いが行なえるようになる。なお東日本大震災で被災した取手競輪場の開催分を、8月と9月に当場で代替開催し、9月には記念競輪が開催されたが、この代替開催の重勝式は取手のKドリームスとしての扱いとなった。
2019年1月9日より 全国16場目ミッドナイト競輪が開始、さらに2021年12月3日よりモーニング競輪も開始された。
本場の締め切り前BGMは、5分前にベルリンの『愛は吐息のように』（映画「トップガン」挿入歌）、3分前に子門真人の『走れ!自転車』（後述）のカラオケ版が流れる。

## バンク特徴
一周333mで、通称「燦燦バンク（サンサンバンク）」と呼ばれる小振りなバンク。全国の中でも直線が有数の短さで、カントが333mで最も浅いこともあり、逃げ有利なレースになりやすい。捲りを決めるならば残り一周から駆け出し、2コーナーからバックまでに前団を飲み込むとすんなり決まる。1着の決まり手は逃げ及び捲りで60%、2着はマークで50%に達し、ラインが上位独占する事が多い。この為、筋違いは好配当が期待出来る。後手を踏むと最後、本命を背負った選手が何も出来ずに着外に沈む事もある。
競りはルール上からも、カントの浅さからもインが有利。激しい競りが繰り広げられ、落車や失格も他の競輪場に比べれば多い。
バンク上の選手に対する風の影響は、バンク全体が観客スタンドに囲まれてはいるものの、屋外の333mバンクで唯一全周外側がポリカーボネート（透明板）と建物で塞がれており、走路に入り込んだ風の逃げ道がないため、風向きによってはバンク内で風が渦巻くことがあり「常に向かい風が吹いている」と語る選手は多い。このような理由から選手にとってスピードの出しにくい「重いバンク」と言え、風よけになる先頭誘導員などの役割は非常に大きい。

## スタンド

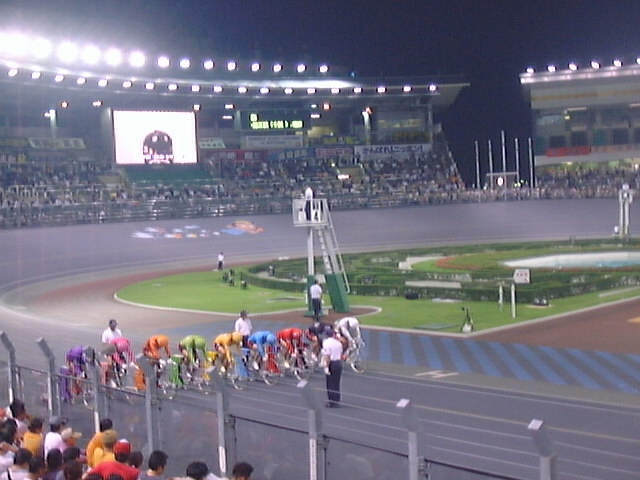
ファンタジーナイトレース（第3回サマーナイトフェスティバルにて）

松戸競輪場にはメイン（第一）、第三、バック、第六の各スタンドがある。欠番の第二スタンドは現在のメインスタンド建設に伴い撤去され、メインに統合された。ゴール前にメインスタンドがあり、数字順に反時計回り＝選手の走行方向にバンクを囲むようにスタンドがある。なお以前は場内は一周できたが、360度全方向からのレース観戦は有料スタンドからでしか行えない位置もあった。
なお、下記の文章中の値段には入場料100円を含んでいる（ただし一般席は無料）。

### メインスタンド
4コーナー - ゴール - 1コーナーに設置。観客席だけでなく審判席や実況席も設けられている。
- 1F,2F 一般席
- 3F 特別観覧席756席、一席1000円（全席にモニター付き、無料のドリンクサービスあり）
- 4F ロイヤルルーム60席、その内44席は座って投票シート、一席3000円（予想紙一紙サービス、無料ドリンクサービスあり）

### 第三スタンド
1センターに設置。全席有料席で場外発売時でも利用出来る。ただし、後述のサービスは提供されない。
- 2F 特別観覧席400席、一席1000円（場外発売時500円）（全席モニター付き、無料ドリンクサービスあり）
- 4F ロイヤルルーム40席、一席2000円（場外発売時1500円）（予想紙一紙サービス、無料ドリンクサービスあり）

現在は全て閉鎖している。

### バックスタンド
バックストレッチに設置、全席一般席。3Fは第三スタンドの特別観覧席が設置されるまで特別観覧席とされた（当時600円）。その名残として直接3Fへ繋がるエスカレーターが現存していたが、近年の入場者減少をうけて3Fそのものを閉鎖しエスカレーターは運休した（ただし、2010年3月の第63回日本選手権競輪開催期間中は臨時に開放された）。
2016年5月以降は、原則全て閉鎖している（ただし、同年8月の第59回オールスター競輪開催期間中は臨時に開放されている）。

### 第六スタンド
2センターに設置、全席一般席。スタンド内上部に順位・払戻表示板および大型映像機（共に当場のトータリゼータシステムを担当する富士通フロンテック製）がある。当地開催の「第54回日本選手権競輪」より、場外発売への対応から設置された（平成13年2月15日稼働）。画面サイズは463インチ。
2019年5月の第73回日本選手権競輪が終了した後は、全て閉鎖している（その前から、スタンド上部は閉鎖されていた）。なお、2024年7月の第20回サマーナイトフェスティバルの開催期間中は臨時に開放されている）。
この他、メインスタンド裏には発払い自動券売機が設置された冷暖房完備の休憩所や、選手会千葉支部のガイダンスコーナーも設けられている。

## アクセス
- 常磐線（JR東日本）北松戸駅下車、徒歩2分。

## TVCM
関東地方の競輪場には珍しい独自のCMがあり、同市に住む斎藤洋介が出演した。
撮影場所はJR松戸駅西口のアーケード。自転車に乗り出前中のそば屋の主人に扮した斉藤が前をダラダラと自転車を漕ぐ若者に対し「道を空けなさい」と注意するシーンで、打鐘全力走行の選手の映像に変わり涙ぐむ斉藤がアップで映り「これが自転車だ！」と台詞を言う（その時画面には「松戸競輪明日から開催」等と字幕スーパーとアナウンスが流れる）。現在はあまり放送されていないが、チバテレビやテレビ東京、日本テレビで流れていた。
その他建物が大きく清潔であることから競輪のCMの撮影にも良く利用されており、入り口の壁にその撮影風景の写真が掲出されている。

### CMソング
「走れ!自転車」
- 作詞：伊藤アキラ / 作曲：越部信義 / 歌：子門真人

- 1982年に制作が依頼された[14]。レコード化はされなかったが[14]、曲が完成した当時、関係者向けに宣伝用ソノシートが配布された。また、松戸競輪場の公式YouTubeにはこの曲の動画がアップロードされている[15]。
- フジテレビ系『オレたちひょうきん族』の「ひょうきんベストテン」にリクエストを呼びかけたところ、1983年7月9日放送分で4位にランクインし[14][16]“今週のスポットライト”として紹介。松戸競輪場で中野浩一がわらべ（に扮した伊丹幸雄＝のぞみ役、渡辺めぐみ＝かなえ役、太平シロー＝たまえ役）と自転車競走をし、その間に同曲が競輪場関係者らによって歌われた（子門は出演していない）。
- ラジオCMはニッポン放送や文化放送、TBSラジオでも流れており、BAYFMではPOWER BAY MORNING内、毎週火・木曜日のBAYFM AIR LINE UPDATESのスポンサーであり、午前8時14分頃（生放送のため数分の前後あり）にCMが流れる。提供読みのコピーは「燃える銀輪 松戸競輪」。CMでは終わりに「松戸け～いり～ん」と子門の台詞が挿入されている。2017年頃、同じ詞・曲で女性アイドルグループのParfaitの歌唱によるCMに変更されたが、同グループの解散とファンからの要望もあって再び子門の歌が使われるようになった（ただし、子門自身はその時点で芸能界を引退している）。

## 他場との関係
同じ千葉県にある千葉競輪場と近隣の取手競輪場との間では入場者の奪い合いにならない様に開催日を調整しており、以前は台風等で開催が順延する以外は松戸競輪場と2場が一緒に本場開催される事は無かった（現在は、一緒に開催される場合もある）。
これを利用して従業員の共有を行っており、松戸競輪場に勤めると自動的に取手・千葉のどちらかでも働くことができ、逆にビッグレース開催時には取手・千葉競輪場の従業員を融通できるため、開催側従業員側双方にメリットがある。

## 場外車券売場
- サテライト船橋（千葉県船橋市）
- サテライト大和（宮城県黒川郡大和町）は松戸公産が施設所有していたが、2023年3月29日をもって営業を終了している[17]。

## 歴代記念競輪優勝者
| 年        | 優勝者     | 登録地 |
| --------- | ---------- | ------ |
| 2002年    | 東出剛     | 千葉   |
| 2003年    | 鈴木誠     | 千葉   |
| 2005年    | 武田豊樹   | 茨城   |
| 2006年    | 加倉正義   | 福岡   |
| 2007年    | 山田裕仁   | 岐阜   |
| 2008年    | 中村浩士   | 千葉   |
| 2011年1月 | 海老根恵太 | 千葉   |
| 同年7月   | 鈴木裕     | 千葉   |
| 2012年    | 武田豊樹   | 茨城   |
| 2013年    | 浅井康太   | 三重   |
| 2014年    | 稲垣裕之   | 京都   |
| 2017年    | 諸橋愛     | 新潟   |
| 2018年    | 中川誠一郎 | 熊本   |
| 2020年    | 岩本俊介   | 千葉   |
| 2021年    | 松浦悠士   | 広島   |
| 2022年    | 岩本俊介   | 千葉   |
| 2023年    | 深谷知広   | 静岡   |
| 2024年    | 清水裕友   | 山口   |
| 2025年    |            |        |
| 2026年    |            |        |

※1節4日間制開催となった、2002年4月以降の歴代記念競輪優勝者を列記。

### その他のG3
| 年     | 種別       | 開催名称               | 優勝者   | 登録地 |
| ------ | ---------- | ---------------------- | -------- | ------ |
| 2020年 | ナイターG3 | 燦燦ムーンナイトカップ | 山本伸一 | 京都   |
| 2022年 | ナイターG3 | 燦燦ムーンナイトカップ | 脇本雄太 | 福井   |

## 騒擾・暴動

### 1959年 松戸事件
1959年6月23日、第5レースの着順判定を巡って「八百長騒動」が発生した。
観客による施設破壊などの事態を招いたばかりか、自転車協議会幹部個人の資格で一部の観客に対し「車代」と称して1人あたり1000円を渡していたことが発覚した騒擾（暴動）事件である、『松戸事件』が発生した。
この事件後、下記の通り影響が出た。
- 千葉県は三ヶ月業務停止
- 千葉県自転車振興会は三ヶ月間松戸競輪での業務停止
- 1960年（昭和35年）に競輪の自粛開催を通告
  - 一日の開催は午後のみ4時間
  - 土日祭日開催とし平日開催の縮減
  - 過度の観客誘致として宣伝マッチの廃止

### 1979年の暴動
1979年6月11日、第9レースで1位入線の選手が失格したことから、着順判定をめぐり場内に居た約18000人の観客が騒ぎ出した。このうち約500人が暴徒化、投石を繰り返すとともに施設などに放火して8人が逮捕。テレビ朝日のカメラマンがたまたま現地を取材をしていた。